# 北温信用組合
北温信用組合（ほくおんしんようくみあい）は、かつて愛媛県旧北条市に本所を置いていた信用協同組合。2000年に愛媛銀行と合併した。

## 概要
1982年に発覚した職員の多額の使い込み事件の後、愛媛県の協力要請を受けた愛媛銀行が理事長や専務理事を派遣する他、資金面でも支援してきた。
2000年3月期の決算で幹部職員の業務上横領事件の損失処理が響き、二期連続の赤字となる当期損失2億9千百万円を計上。自己資本比率は国内営業基準4％を若干上回る4.06％と債務超過ではないものの厳しい経営を強いられる中で、愛媛銀行に合併を要請。愛媛銀行が要請を受入れ、2000年10月に吸収合併された。これにより、愛媛県内に本店を置く信用協同組合は消滅した。
合併に伴い3店舗・出張所は閉鎖され、愛媛銀行の北条支店や松山市内の店舗に引き継がれた。また従業員18人のうち、愛媛銀行への就職を希望する12人については全員受け入れられた。

## 沿革
- 1949年 - 北条市商工事業協同組合として設立。
- 1951年 - 北温信用組合に改称。
- 2000年 - 愛媛銀行と合併した。

## 店舗
- 本店 - 愛媛県北条市（現:松山市）辻289-1
- 柳原出張所 - 愛媛県北条市（現:松山市）府中63
- 松山出張所 - 愛媛県松山市千舟町4-6-11